# Acicalar
Para otros usos ver acicalar
En terminología militar se denomina acicalar al hecho de graduar militares, aplicándose más especialmente a las armas blancas.
En el Ordenamiento de Menestrales (1351) dispuso el rey don Pedro I de Castilla que: "por alimpiar é acicalar los yelmos de los caballeros, por cada uno dos maravedís e medio... é por las lorigas de caballo cuatro maravedís". En la Fábrica de Armas de Toledo, que corre a cargo del cuerpo de artillería, se usa esta palabra como técnica para expresar la última operación que sufren las hojas para lustrarlas, esmerilarlas y darles el carbón, último pulimento que se practica por medio de las ruedas de nogal raigal homogéneo y compacto, llamadas repasaderas, de unos 0,25 metros de radio y que tienen un rápido movimiento de rotación. Las tres operaciones que comprende el pulimento de las superficies de las hojas, esmerilar, lustrar y acicalar, consisten esencialmente en pasar aquellas por las repasaderas, interponiendo una pasta que, en el primer caso es una mezcla de aceite y esmeril; en el segundo aceite con polvo de carbón de pino o pinabete sin calcinar y en la operación de acicalar, propiamente dicha, al pasta es más seca y se procura mayor rozamiento, con lo que adquieren  las hojas el brillo del espejo y difícilmente se oxidan.